# Chamaecyparis hodginsii
Chamaecyparis hodginsii  es una especie arbórea de la familia de las cupresáceas, endémica de China y Vietnam.

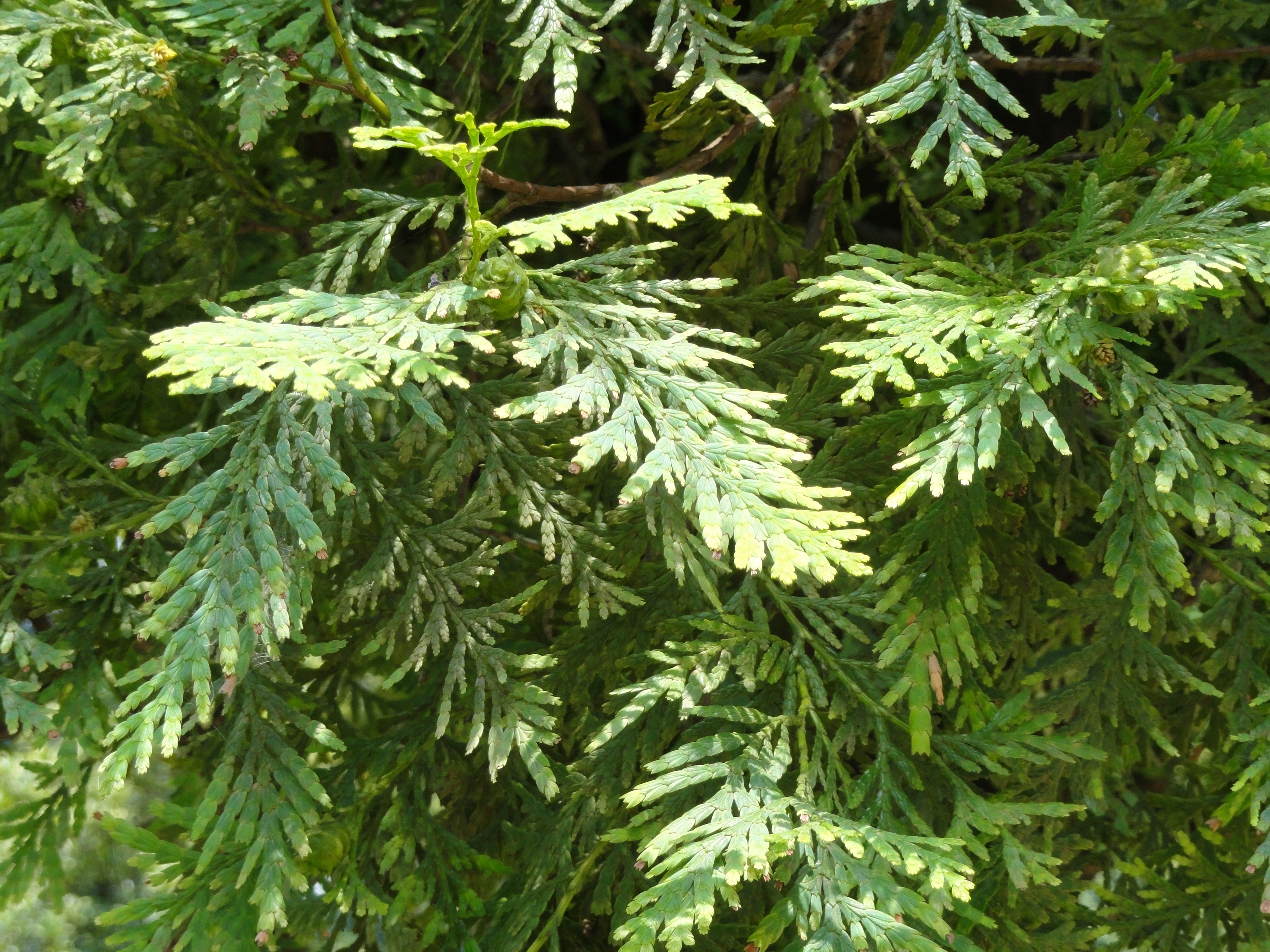
Follaje

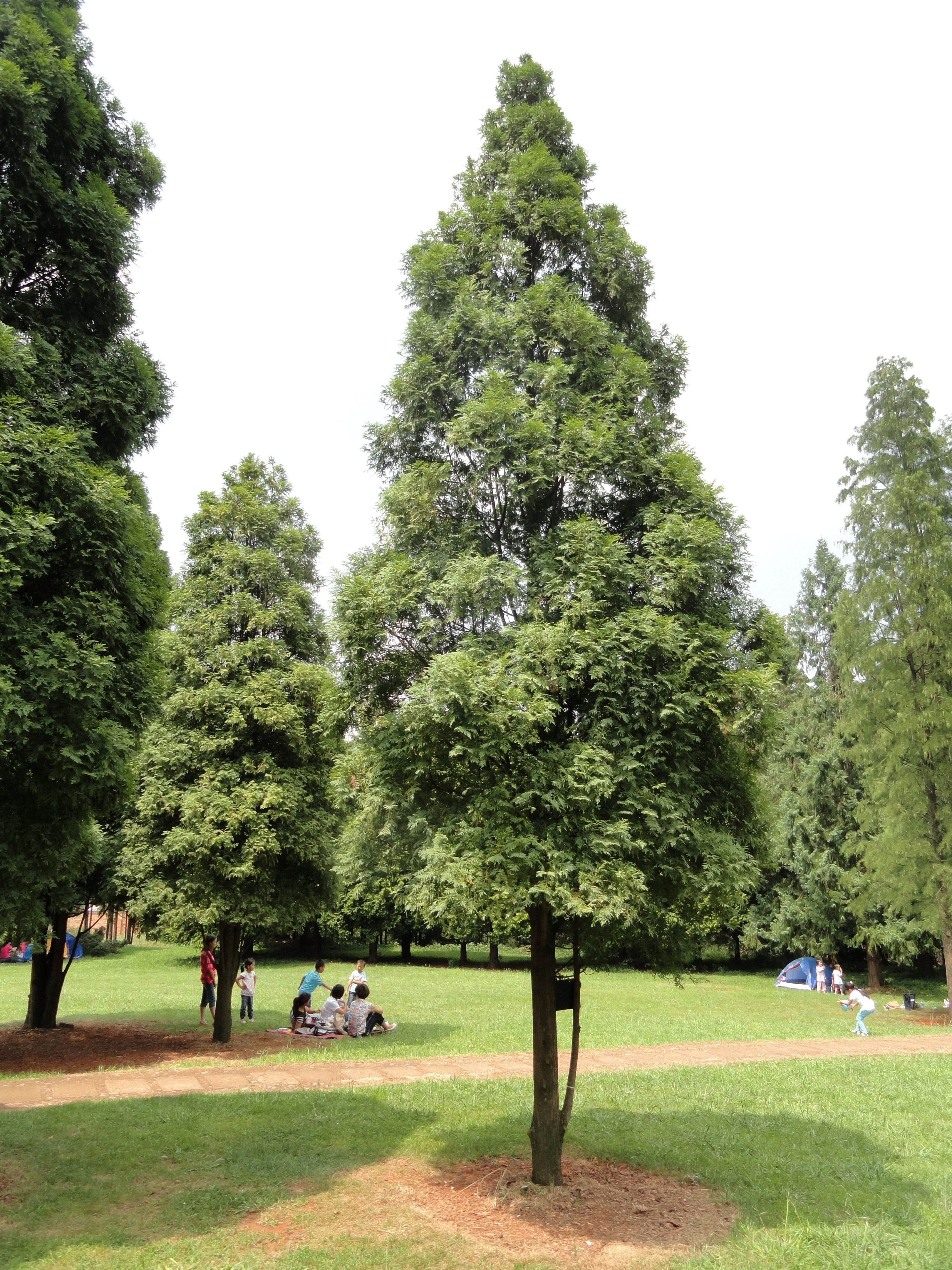
Vista del árbol

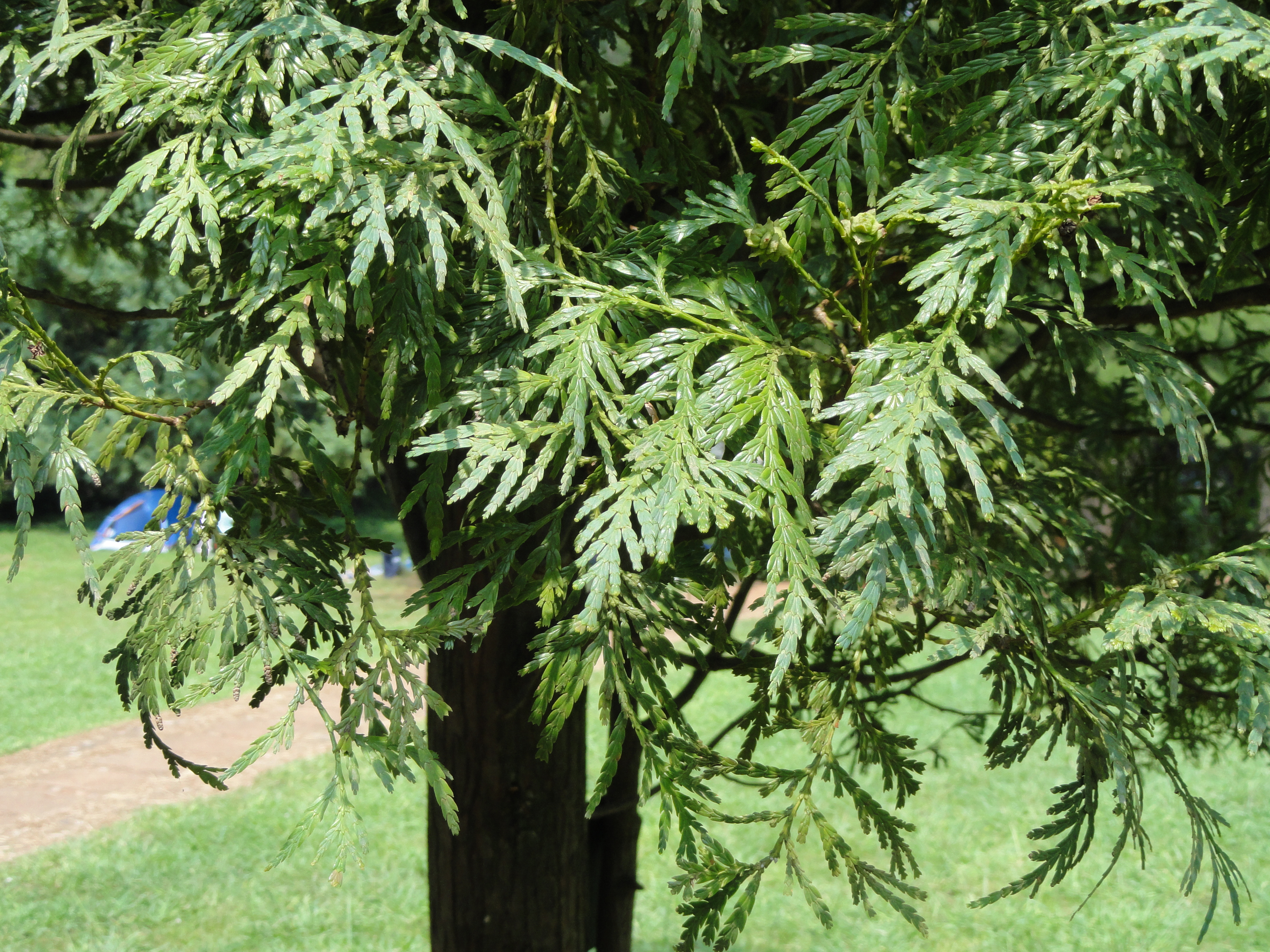
Hojas

## Descripción
Es un árbol de hoja perenne que alcanza un tamaño de 25-35 m de altura, con hasta 200 cm de diámetro, tronco recto y corona piramidal. La corteza gris marrón, despegándose cuando son jóvenes, más tarde longitudinalmente fisurada, aromática. Las hojas en forma de escamas, dispuestas en sistemas de ramitas tripinnadas aplanadas, los pabellones dispuestos en un plano como una Thuja. Las hojas en los árboles adultos surgen en verticilos de 4 en el mismo nivel, sub-agudas, de unos 2 mm de largo, comprimida, con depresiones de estomas blancos en sus superficies ventrales. Los conos masculinos ovales a cilíndricos, axilares, alrededor de 2,5 mm de largo, con 3-5 pares de escamas. Los conos femeninos se parecen a los de otras especies de Chamaecyparis, la maduración en el segundo año, globosos o sub-globoso, de unos 25 mm de largo, 22 mm de ancho, poco acechado, compuesto de 5-8 pares de escamas, cada uno con una columna central. Semillas 2 en cada escama fértil, con cerca de 4 mm de largo, angular,  con 2 grandes ampollas de resina en la superficie superior e inferior; alas laterales, muy desigual.

## Ecología
Es una especie bien adaptada a climas suaves con abundantes lluvias, que se encuentran naturalmente en suelos húmedos en zonas de alta montaña, cuestas o pisos. En Vietnam se encuentra en altitudes superiores a 900 m sobre el granito o montañas de piedra caliza, formando bosques puros o mezclados con Dacrydium elatum, Pinus dalatensis y otras especies de árboles de hoja ancha de las familias Fagaceae, Lauraceae y Magnoliaceae. Buena regeneración natural se produce en áreas abiertas, por ejemplo, a lo largo de los arroyos, en los bordes del bosque, y en los claros de los bosques jóvenes

## Taxonomía
Chamaecyparis hodginsii fue descrita por (Dunn) Rushforth y publicado en Journal of Biology (Vietnam) 29(3): 38. 2007.
Sinonimia
- Cupressus hodginsii Dunn 1908;
- Fokienia kawaii Hayata 1917, nom. illeg.;
- Fokienia maclurei Merrill 1922;
- Fokienia hodginsii (Dunn) A. Henry et H.H. Thomas 1911;
- Fokienia hodginsii var. kawaii (Hayata) Silba 2000